# Scherzo (Pous i Pagès)
Scherzo és la primera comèdia escrita per Josep Pous i Pagès, en un acte, i estrenada al teatre Principal de Barcelona en 1905.

## Repartiment de l'estrena
- Lluïsa: Emília Baró.
- Tuies: N.N.
- Jordi: Enric Giménez.
- Criat: Ramon Morató
- El cosí: Ramon Tor
- Director artístic: Adrià Gual